# مقطع امتصاص

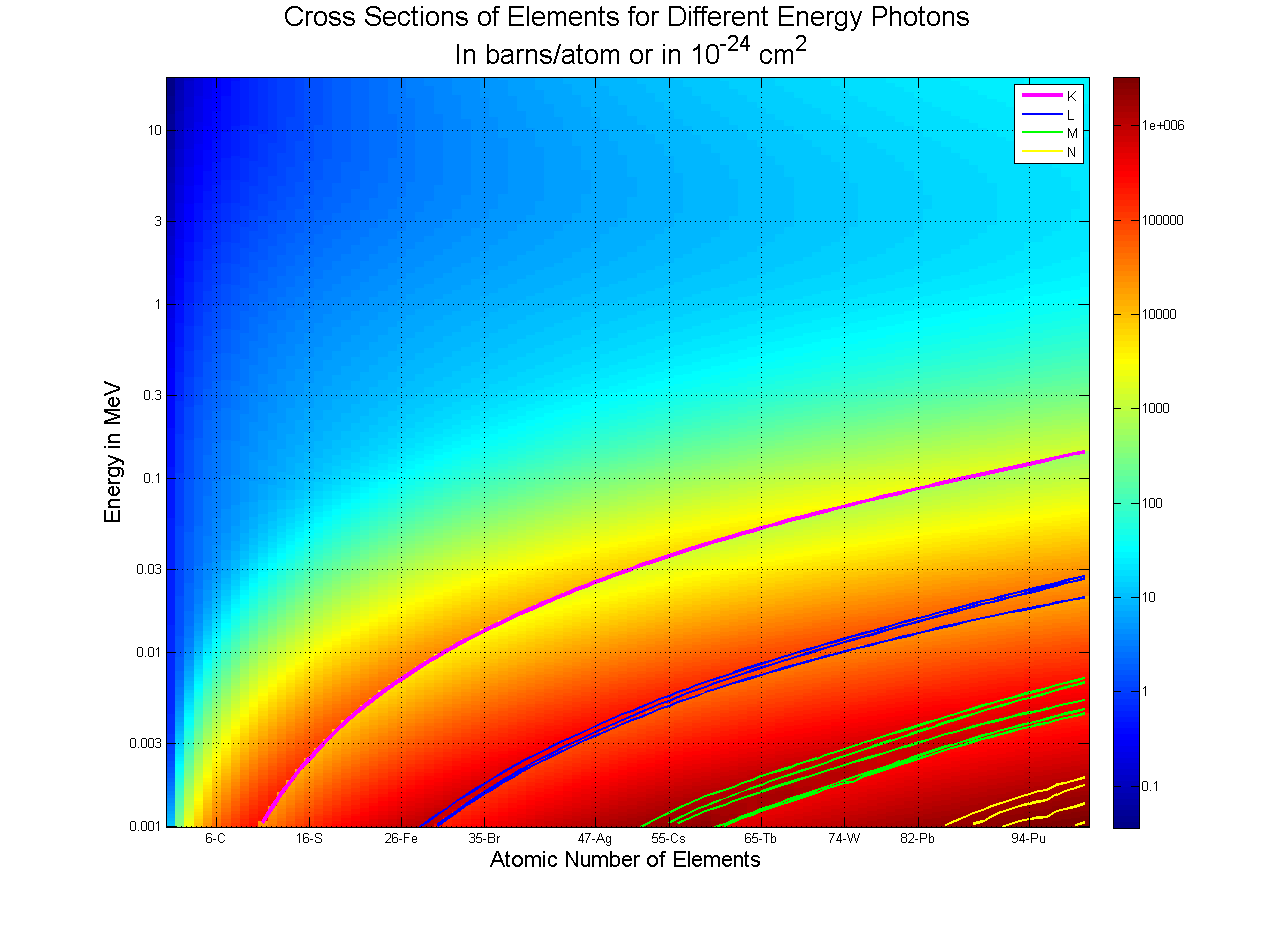
قيم مقطع امتصاص الأشعة الكهرومغناطيسية للذرات حسب عددها الذري
Z في نطاق طاقة الأشعة بين 1 keV إلى 20 MeV. المحور الأيمن يعطي مقدار معامل الامتصاص بوحدة بارن/ذرة.

مقطع امتصاص  في الفيزياء وفي الفيزياء النووية (بالإنجليزية: Absorption cross section) هو مقياس لاحتمال امتصاص الذرة لشعاع كهرومغناطيسي أو احتمال امتصاص نواة الذرة ل جسيم أولي مثل النيوترون. وقد اتفق الفيزيائيون على تقييم ذلك الاحتمال وعلى الأخص بالنسبة لامتصاص نواة ذرية لجسيم أو فوتون بوحدة السنتيمتر المربع أو بارن (وحدة).
تستخدم تلك الوحدة لتعريف التبعثر (التشتت) ، وكذلك تعريف قدرة نواة الذرة على الاشتراك في تعامل مع جسيم أولي، وقد يكون ذلك تفاعل نووي وله مقطع نووي أو عملية امتصاص تتصف بمقطع امتصاص . وقد يكون امتصاص فوتون أو امتصاص نيوترون أو ميون أو غيره، وكل منها له قيمته بالنسبة للمواد المختلفة.
وفي حالة امتصاص طبقة الأوزون للأشعة فوق البنفسجية نعبر عن مقطع امتصاص جزيء الأوزون لفوتون ذو طول موجة معينة. وكذلك في مجال الطاقة النووية يعني مقطع امتصاص عادة امتصاص النواة الذرية مثل اليورانيوم لأحد النيوترونات.
وعلى وجه العموم فمقطع الامتصاص يعين بوحدة المساحة، رغم أن ليس له علاقة بمساحة المقطع (الهندسي) للنواة الذرية. ومن ناحية تقييم الاحتمال فإن عدد dN من الفوتونات تُمتص في طبقة من المادة سمكها بين x و x + dx على مسار الفوتونات يمكن حسابه كحاصل ضرب العدد N من الفوتونات التي توغلت إلى العمق x في العينة مضروبا في عدد n من الجزيئات الممتصة الموجودة في 1 سنتيمتر مكعب من العينة مضروبا في مقطع امتصاص الجزيء الواحد، كالآتي:
{\displaystyle {\frac {dN}{dx}}=-Nn\sigma }.
ويؤول مقطع الامتصاص إلى معامل آخر أكبر منه وهو معامل الامتصاص الوزني. ويمكن حساب مقطع امتصاص مادة العينة لجسيم ذو طاقة معينة عن طريق تعيين معامل امتصاصها الوزني من المعادلة :
{\displaystyle {\frac {dN}{dx}}=(\mu /\rho )*um_{a}}
حيث:
- μ/ρ معامل الامتصاص الوزني
- ma كتلة ذرية مولية جرام/مول
- u وحدة كتلة ذرية (1/12 من الكتلة الذرية لالكربون-12) تساوي 1.6605402E-24 جرام

## اقرأ أيضا
- مقطع تصادم (فيزياء)
- امتصاص (أشعة كهرومغناطيسية)
- مقطع نووي
- مقطع نيوتروني
- حافة كومبتون
- تأثير كومبتون
- نفاذية (علم البصريات)
- توهين
- أشعة سينية عالية الطاقة
- معامل التهدئة
- طيف امتصاص
- حيود